# Études de sciences occultes d'Isaac Newton
 (janvier 2020).

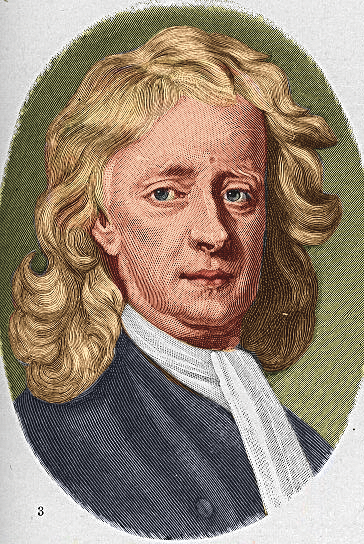
Gravure colorisée d'après le portrait d'Enoch Seeman de Newton en 1726

Le physicien et mathématicien anglais Isaac Newton a produit de nombreux ouvrages qui seraient désormais considérés comme des études de sciences occultes. Ces travaux ont exploré l'alchimie, la chronologie et l'interprétation biblique (en particulier de l'Apocalypse). Le travail scientifique de Newton pourrait avoir été d'une importance personnelle moindre pour lui en ce qu'il mettait l'accent de son travail plutôt sur la redécouverte de la sagesse occulte des anciens. 
Au début de la période moderne de la vie de Newton, les personnes instruites avaient une vision du monde différente de celle des siècles qui suivirent. La distinction entre la science, la superstition et la pseudoscience étaient encore en cours de formulation, et une perspective biblique dévotement chrétienne imprégnait la culture occidentale[réf. nécessaire].

## Newton selon Keynes
Après avoir acheté et étudié les œuvres alchimiques de Newton, l'économiste John Maynard Keynes a estimé en 1942 au tricentenaire de sa naissance que Newton n'était pas « le premier de l'âge de raison, mais qu'il était le dernier des magiciens ». En ce sens, certains historiens, dont Keynes, estiment que toute référence à une « vision du monde newtonienne » comme étant de nature purement mécanique est quelque peu inexacte. 
Des recherches historiques sur les études occultes de Newton en relation avec sa science ont également été utilisées pour contester le récit de désenchantement du monde dans la théorie critique.

## Recherche alchimique

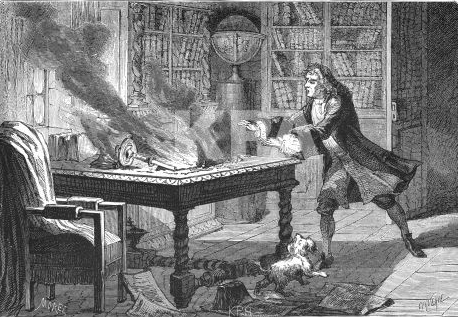
Une gravure de 1874 montrant un récit probablement apocryphe de l'incendie du laboratoire de Newton. D'après l'histoire, le chien de Newton aurait mis le feu, brûlant 20 ans de recherche. Newton aurait dit : « Ô Diamant, Diamant, tu ne sais guère le mal que tu as fait ».

Ce que l'on appelle les études de sciences occultes d'Isaac Newton peut être attribué en grande partie à son étude de l'alchimie. 

### Formation et études
Dès son jeune âge, Newton s'est intéressé à toutes les formes de sciences naturelles et des matériaux, un intérêt qui allait finalement le conduire à certaines de ses contributions les plus connues à la science. Ses premières rencontres avec certaines théories et pratiques alchimiques remontent à son enfance, lorsque Isaac Newton, âgé de douze ans, était en pension dans le grenier d'une boutique d'apothicaire. Du vivant de Newton, l'étude de la chimie n'en était qu'à ses débuts, de sorte que nombre de ses études expérimentales utilisaient un langage ésotérique et une terminologie vague plus typiquement associée à l'alchimie et à l'occultisme. 
Ce n'est que plusieurs décennies après la mort de Newton que des expériences de stœchiométrie ont été menées sous les travaux pionniers d'Antoine Lavoisier, et que la chimie analytique, avec la nomenclature qui lui est associée, en est venue à ressembler à la chimie moderne telle que nous la connaissons aujourd'hui. Cependant, Robert Boyle, contemporain de Newton et membre de la Royal Society, avait déjà découvert les concepts de base de la chimie moderne et commencé à établir des normes modernes de pratique expérimentale et de communication en chimie, informations que Newton n'utilisait pas.

### Écrits de Newton
Une grande partie des écrits de Newton sur l'alchimie ont peut-être été perdus dans un incendie dans son laboratoire, de sorte que la véritable étendue de ses travaux dans ce domaine a peut-être été plus importante que ce que l'on sait actuellement. Newton a également souffert d'une dépression nerveuse pendant sa période de travail sur l'alchimie, peut-être à cause d'une forme d'empoisonnement chimique (sans doute à cause du mercure, du plomb ou d'une autre substance).
Les écrits de Newton suggèrent que l'un des principaux objectifs de son alchimie pourrait avoir été la découverte de la pierre philosophale, et peut-être dans une moindre mesure, la découverte du très convoité élixir de vie. Newton aurait cru qu'un Arbre de Diane, une démonstration alchimique produisant une « croissance » dendritique de l'argent à partir d'une solution, était la preuve que les «  métaux possédaient une sorte de vie ».

### Contexte en Angleterre
Certaines pratiques de l'alchimie ont été interdites en Angleterre du vivant de Newton, en partie à cause de praticiens sans scrupules qui promettaient souvent à de riches bienfaiteurs des résultats irréalistes pour tenter de les escroquer. La Couronne anglaise, craignant également la dévaluation potentielle de l'or si la pierre philosophale était effectivement découverte, a rendu les sanctions pour l'alchimie très sévères. Dans certains cas, la sanction pour pratique de l'alchimie était la pendaison publique.